# Tippecanoe (Ohio)
Tippecanoe é um lugar designado pelo censo localizado no condado de Harrison no estado estadounidense de Ohio. No Censo de 2010 tinha uma população de 121 habitantes e uma densidade populacional de 87 pessoas por km².

## Geografia
Tippecanoe encontra-se localizado nas coordenadas 40° 16′ 26″ N, 81° 16′ 52″ O. Segundo o Departamento do Censo dos Estados Unidos, Tippecanoe tem uma superfície total de 1.39 km², da qual 1.39 km² correspondem a terra firme e (0%) 0 km² é água.

## Demografia
Segundo o censo de 2010, tinha 121 pessoas residindo em Tippecanoe. A densidade populacional era de 87 hab./km². Dos 121 habitantes, Tippecanoe estava composto pelo 100% brancos, 0% eram afroamericanos, 0% eram amerindios, 0% eram asiáticos, 0% eram insulares do Pacífico, 0% eram de outras raças e 0% pertenciam a duas ou mais raças. Do total da população 0% eram hispanos ou latinos de qualquer raça.